# 13033 Gardon
A 13033 Gardon (ideiglenes jelöléssel 1989 TB5) a Naprendszer kisbolygóövében található aszteroida. Eric Walter Elst fedezte fel 1989. október 7-én.
Nevét a Gardon folyó után kapta.